# Demokrative14
Die Demokrative 14, zuvor KIDitiative, war eine Wählervereinigung in Bergisch Gladbach. Sie verstand sich bei ihrer Gründung 1999 als ein Zusammenschluss junger Wähler und als Kinder- und Jugendpartei. Die KIDitiative beschäftigte sich im Wesentlichen mit jugendpolitischen Themen und setzte sich für die Interessen von Kindern, Jugendlichen und jungen Eltern in Bergisch Gladbach ein.
Bei der Kommunalwahl am 12. September 1999 erreichte die KIDitiative 4,6 Prozent und damit zwei Sitze im Rat der Stadt Bergisch Gladbach. Dabei profitierte sie von der kurz zuvor erfolgten Abschaffung der 5-Prozent-Hürde in Nordrhein-Westfalen.
Erneut trat sie zur Kommunalwahl 2004 an und stellte Kandidaten für den Stadtrat und das Amt des Bürgermeisters in Bergisch Gladbach. Am 26. September 2004 erreichte sie 6,47 Prozent bei der Wahl zum Stadtrat. Für diese Legislaturperiode war sie mit vier Sitzen im Rat der Stadt vertreten und bildete eine von sechs Fraktionen.
Bei der Kommunalwahl 2009 konnte die KIDitiative ihr Ergebnis der letzten Wahl nicht halten. Sie stellte erneut einen eigenen Bürgermeisterkandidaten auf, erreichte am 30. August 2009 3,8 Prozent der Stimmen bei der Wahl zum Stadtrat und damit zwei Sitze. 2009 trat sie auch erstmals zur Kreistagswahl an und konnte einen Sitz im Kreistag des Rheinisch-Bergischen Kreises gewinnen.
Bei den Kommunalwahlen in Nordrhein-Westfalen 2014 trat die Vereinigung als Demokrative 14 bei den Stadtratswahlen Bergisch Gladbach und den Wahlen zum Kreistag an. Sie stellte auch den Kandidaten Klaus Graf für die Wahl des Bürgermeisters. Die Wählergruppe erzielte nur noch einen Sitz im Stadtrat. Ratsmitglied Fabian Schütz teilte daraufhin am 11. Juni 2014 mit, er werde zusammen mit anderen Mitstreitern seinen „politischen Weg“ bei der Alternative für Deutschland fortsetzen. Weitere Aktive aus der Demokrative14 folgten ihm und schlossen sich als Sachkundige Bürger der AfD-Fraktion in Bergisch Gladbach an. Der Bürgermeisterkandidat Klaus Graf und andere Aktive der Demokrative14 distanzierten sich ausdrücklich von der AfD und stellten ihre politische Arbeit in der Kommunalpolitik ein.
Fabian Schütz wurde später Mitarbeiter der AfD-Fraktion im Bundestag und kandidierte 2020 für die AfD zum Stadtrat Bergisch Gladbach, in deren Ratsfraktion er von 2020 bis Ende 2022 als Vorsitzender tätig war. Nachdem er Ende 2022 die AfD-Ratsfraktion verließ, gründete Fabian Schütz gemeinsam mit einem ehemaligen Ratsmitglied der Bürgerpartei GL eine neue Ratsfraktion mit dem Namen Bergische Mitte. Dieser neuen Gruppierung schlossen sich ein weiteres ehemaliges KIDitiave/Demokrative14-Mitglied an. Dieser war 2014 auch schon Sachkundiger Bürger bei der AfD-Fraktion. Dazu stieß Thomas Kunze (AfD). Dieser ist AfD-Abgeordneter in der Landschaftsversammlung Rheinland (LVR) und war lange AfD-Kreisvorsitzender im Rheinisch-Bergischen Kreis.